# Orumcekia gemata
Orumcekia gemata is een spinnensoort in de taxonomische indeling van de nachtkaardespinnen (Amaurobiidae).
Het dier behoort tot het geslacht Orumcekia. De wetenschappelijke naam van de soort werd voor het eerst geldig gepubliceerd in 1994 door Jia-Fu Wang.